# Psycho the Rapist
Psycho the Rapist jest ósmym z kolei albumem grupy Acumen Nation. Został opublikowany w 2006 roku.

## Lista utworów
1. "Fanglorious" - 4:57
2. "Hatchet Harry" - 4:16
3. "Elective Surgical Strike" - 4:34
4. "Sirvix"  - 5:05
5. "No Imagination" - 6:17
6. "Remedial Math" - 4:37
7. "Idle Lysergic Corpse" - 6:44
8. "Holy Terror" - 5:26
9. "200 Bodies Per Minute" - 5:05
10. "Penultimatum" - 7:57
11. "Acumen Trepanation" - 10:37

Teksty, strona artystyczna, produkcja: Jason Novak

Perkusja na żywo Dan Brill

Dodatkowe dźwięki: Jamie Duffy

Dodatkowe programowanie na "Holy Terror": Sean Payne

Specjane programowanie hi-hat na "Closer" by D. Broussier